# Kia Soul
Kia Soul je osobní automobil vyráběný jihokorejskou automobilkou Kia. Jedná se o crossover, byl představen na pařížském autosalonu v roce 2008. Původně byl prezentován jako koncept během North American International Auto Show v Detroitu v roce 2006. 

## Motory
Soul disponuje čtyřmi motory – dva zážehové, jeden vznětový a jeden elektrický. Zážehové motory využívají technologie variabilního časování ventilů (CVVT). Vznětový motor používá k dosažení vyšších výkonů turbodmychadlo s variabilním nastavením lopatek (VGT) a technologii vysokotlakého vstřikování paliva Common rail.
V nabídce je pětistupňová manuální převodovka dostupná u všech motorů, čtyřstupňová automatická je nabízená k zážehovému motoru 2.0 a ke vznětovému.

### Zážehové
- 1.6 16V CVVT 93 kW
- 2.0 16V CVVT 106 kW (pouze na některých trzích)

### Vznětové
- 1.6 CRDi VGT 94 kW

### Elektrický
- e-Soul 150 kW [1]

## Bezpečnost
Výsledky testů EuroNCAP:
- Celkové hodnocení –
- Dospělí – 87%
- Děti – 86%
- Chodci – 39%
- Bezpečnostní systémy – 86%